# 勒孔凯
勒孔凯（法語：Le Conquet，法語發音：[lə kɔ̃kɛ]）是法国菲尼斯泰尔省的一个市镇，位于该省西北部，属于布雷斯特区。

## 地理
勒孔凯（48°21'37"N, 4°46'15"W）面积8.45 平方千米，位于法国布列塔尼大區菲尼斯泰尔省，该省份为法国最西部的省份，位于布列塔尼半岛西部，北西南三面环大西洋，东临阿摩尔滨海省和莫尔比昂省。
与勒孔凯接壤的市镇（或旧市镇、城区）包括：普卢贡沃兰、普卢莫盖尔、特雷巴比。

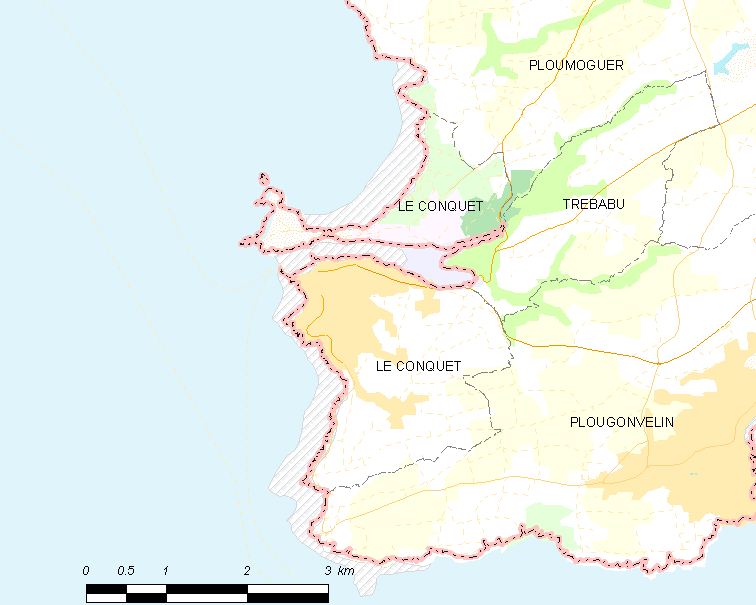
勒孔凯的OSM定位图

勒孔凯的时区为UTC+01:00、UTC+02:00（夏令时）。

## 行政
勒孔凯的邮政编码为29217，INSEE市镇编码为29040。

## 政治
勒孔凯所属的省级选区为圣勒南县。

## 人口

1962-2008年间勒孔凯人口变化图示

勒孔凯于2022年1月1日时的人口数量为2814人。